# كاثرين هندرسون
كاثرين هندرسون (بالإنجليزية: Katherine Henderson)‏ هي مغنية أمريكية، (ولدت في سانت لويس في الولايات المتحدة 1909 – 2002 م).

## وصلات خارجية
- كاثرين هندرسون على موقع ميوزك برينز (الإنجليزية)
- كاثرين هندرسون على موقع أول ميوزيك (الإنجليزية)
- كاثرين هندرسون على موقع ديسكوغز (الإنجليزية)